# Der Katzensteg (1927)
Der Katzensteg ist ein deutscher Stummfilm aus dem Jahre 1927 von Gerhard Lamprecht nach der gleichnamigen Romanvorlage von Hermann Sudermann. Die Hauptrollen spielen Lissy Arna und Jack Trevor.

## Handlung
Preußen zur Zeit der Befreiungskriege 1813 bis 1815: Der alte Baron von Schranden, Sohn einer Französin, paktiert mit Napoleon Bonapartes Truppen. Dies bringt ihm die erbitterte Gegnerschaft seines Sohnes Boleslav ein, der treu zum preußischen Widerstand steht. Es kommt zum Bruch zwischen Vater und Sohn, und Boleslav verlässt das elterliche Schloss. Derweil führt des alten Schranden Franzosenliebe so weit, dass er sogar einen Verrat begeht. Er zwingt die Dienstmagd Regine, die französischen Truppen über den Katzensteg in den Rücken der preußischen Freikorps, die für die Befreiung Deutschlands von der napoleonischen Knechtschaft kämpfen, zu führen.
Einige Zeit später kehrt der Sohn des alten Schranden auf das elterliche Landgut zurück. Der Vater ist längst tot, die Franzosen im Rückzug begriffen. Aber der Fluch des väterlichen Verrats lastet schwer auf Boleslav und den Namen von Schranden. Daheim wurde Regine wegen ihrer erzwungenen Kollaboration mit dem Feind aus der Dorfgemeinschaft ausgestoßen. Sie gilt als geächtet. Boleslav, der weiß, dass das einfache Mädchen die Tat nicht freiwillig begangen hatte, setzt sich massiv für sie ein. Dieser Umstand hat zur Folge, dass nun auch seine Verlobung mit der Pfarrerstochter Helene platzt.
Dadurch wird auch Boleslav immer mehr zum Außenseiter, nur Regine hält zu ihm. Boleslav von Schranden will seinen Namen wieder reinwaschen und wirft sich mit seinen Leute in die Entscheidungsschlacht gegen die napoleonischen Okkupanten. Am Katzensteg kommt es zu einer Aussprache Boleslavs mit seiner Ex-Verlobten Helene. Regine, die Boleslav vor der aufgebrachten Bevölkerung warnen will, läuft ihm entgegen. Da fällt ein Schuss, der dem jungen von Schranden gedacht war. Regine wirft sich der Kugel in den Weg und stirbt in Boleslavs Armen.

## Produktionsnotizen
Der Katzensteg entstand von März bis Mai 1927 im National-Film-Atelier in Berlin-Tempelhof und passierte die Filmzensur am 9. Juni 1927. Der am 8. August 1927 uraufgeführte Film maß eine Länge von 2980 Metern, verteilt auf sieben Akte. Ein Jugendverbot wurde erteilt. 
Der Film war ein echter Überraschungserfolg. Bei einer Umfrage nach den erfolgreichsten Filmen der Saison 1927/28, an der sich 801 Kinos beteiligten, belegte der Film den zweiten Platz hinter Ben-Hur.
Franz Vogel übernahm die Produktionsleitung. Otto Moldenhauer schuf die Filmbauten, Aenne Willkomm und Herbert Knötel entwarfen die Kostüme. Militärischer Berater war Carl Eduard Schulz.